# Kerkleraar

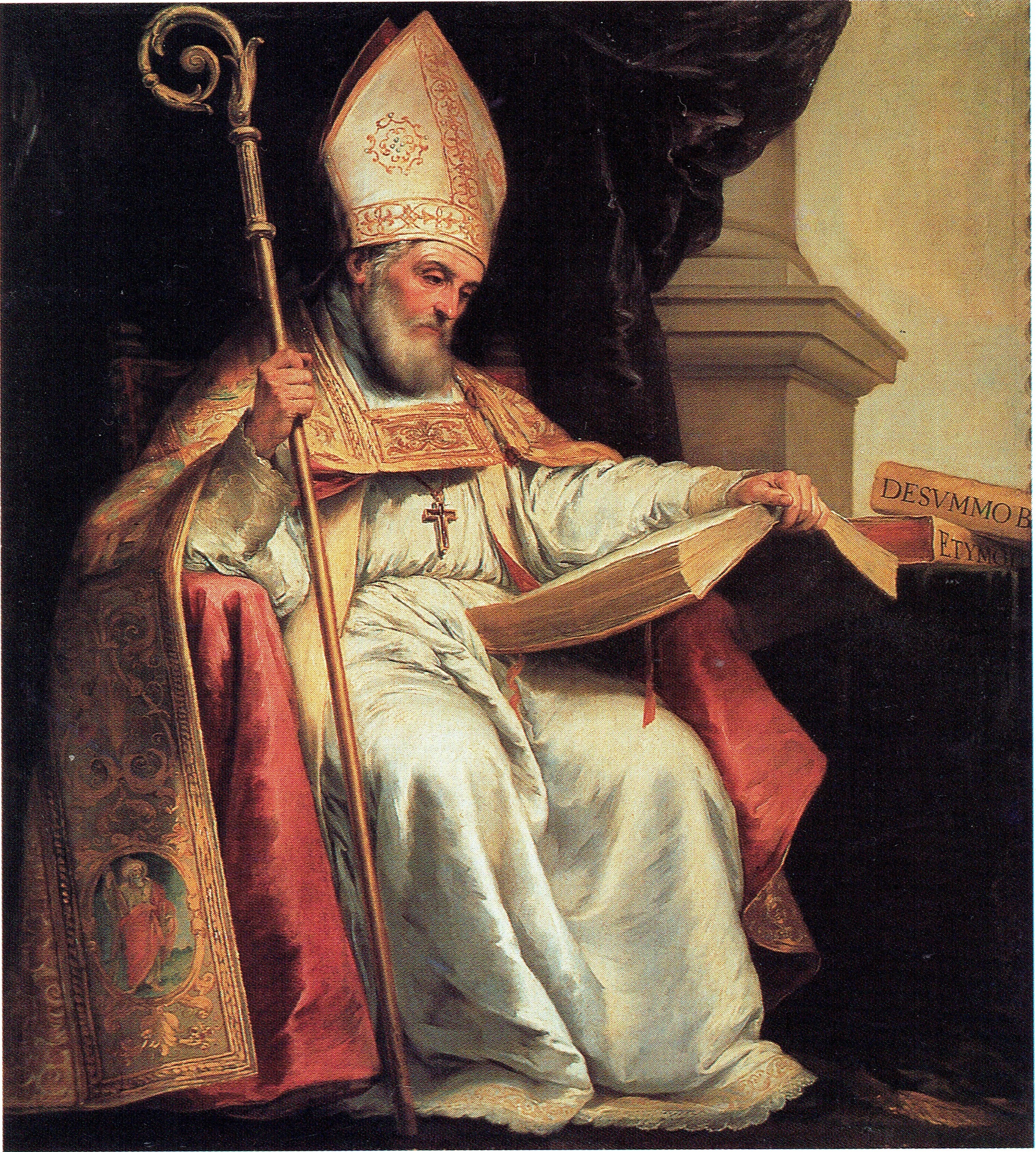
Isidoor van Sevilla, met het boek van de Kerkleraars

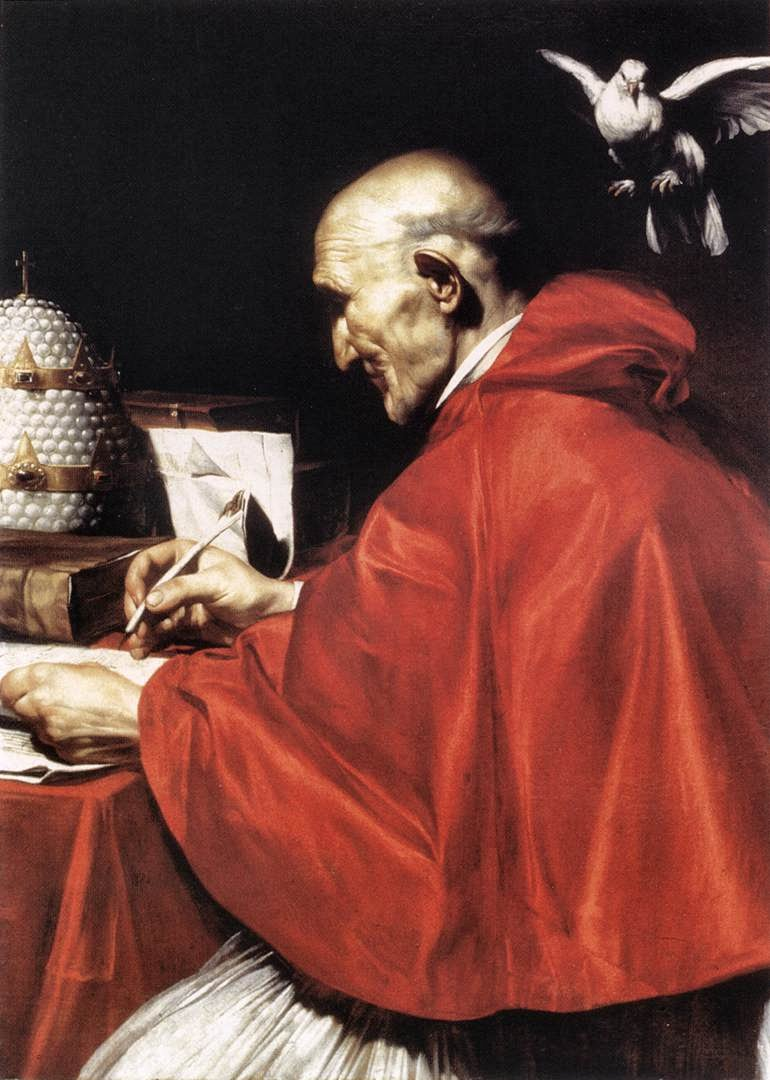
Gregorius de Grote

De titel Kerkleraar of Kerklerares, Doctor Ecclesiae, is een eretitel in de Rooms-Katholieke Kerk die door het kerkelijk gezag in een uitdrukkelijke verklaring verleend wordt aan schrijvers en schrijfsters die uitmunten door hun heiligheid in levenswijze, hun getrouwheid aan de kerkelijke leer en hun grote geleerdheid. De titel is ontstaan uit de verering van de vier westerse kerkvaders. Het was paus Bonifatius VIII die hun in 1295 de eretitel van kerkleraar verleende:
- Ambrosius van Milaan
- Hiëronymus van Stridon
- Augustinus van Hippo
- Gregorius de Grote

Paus Pius V voegde in de zestiende eeuw de drie oosterse hiërarchen toe. Deze groep zou, uitgebreid met de heilige Athanasius van Alexandrië in het Westen, vereerd worden als de vier oosterse kerkvaders:
- Johannes Chrysostomus 1568
- Basilius van Caesarea 1568
- Gregorius van Nazianze 1568
- Athanasius van Alexandrië

Vanaf 1567 werden aan de lijst van kerkleraren door verschillende pausen de volgende heiligen toegevoegd:
- Thomas van Aquino 1567
- Bonaventura 1588
- Anselmus van Canterbury 1720
- Isidorus van Sevilla 1722
- Petrus Chrysologus 1729
- Paus Leo I 1754
- Petrus Damiani 1828
- Bernardus van Clairvaux 1830
- Hilarius van Poitiers 1851
- Alfonsus van Liguori 1871
- Franciscus van Sales 1877
- Cyrillus I van Alexandrië 1882
- Cyrillus van Jeruzalem 1883
- Johannes Damascenus 1883
- Beda Venerabilis 1899
- Efrem de Syriër 1920
- Petrus Canisius 1925
- Johannes van het Kruis 1926
- Robertus Bellarminus 1931
- Albertus Magnus 1931
- Antonius van Padua 1946
- Laurentius van Brindisi 1959
- Theresia van Ávila 1970
- Catharina van Siena 1970
- Theresia van Lisieux 1997
- Johannes van Ávila 2012
- Hildegard van Bingen 2012
- Gregorius van Narek 2015
- Ireneüs van Lyon 2022

Op initiatief van paus Paulus VI werden in 1970 de eerste vrouwen tot kerklerares verklaard: Theresia van Ávila en Catharina van Siena. Nadien is de eretitel nog verleend aan Theresia van Lisieux 1997 en Hildegard van Bingen 2012, waarmee het aantal Kerkleraressen op vier kwam. De persoonlijke affectie van de pausen heeft ook een rol gespeeld bij enkele kerkleraarverklaringen. Zo werden Thomas van Aquino en Bonaventura kerkleraar verklaard door pausen die tot dezelfde kloosterorde behoorden als zij, tot de dominicanen en franciscanen. Met Ireneüs van Lyon kwam het aantal Kerkleraren en Kerkleraressen op 37.